# Andorranisch-portugiesische Beziehungen
Die andorranisch-portugiesischen Beziehungen beschreiben das zwischenstaatliche Verhältnis zwischen Andorra und Portugal. Die Länder unterhalten seit 1994 direkte diplomatische Beziehungen.
Die bilateralen Beziehungen gelten traditionell als gut. Sie werden durch die portugiesische Gemeinde in Andorra und die portugiesische Unterstützung für die Beitrittsbemühungen Andorras zur EU geprägt. Seit 2018 hat Andorra zudem Beobachterstatus in der Gemeinschaft der Portugiesischsprachigen Länder.
Im Jahr 2016 waren 10.300 portugiesische Staatsbürger in Andorra gemeldet, die insgesamt etwa 15 % der Bevölkerung Andorras stellen und nach der katalanischen und allgemein spanischstämmigen Bevölkerungsmehrheit die größte ausländische Gemeinde im Land bilden.
In Portugal waren im Jahr 2015 neun Bürger Andorras gemeldet, 2021 waren es 15.

## Geschichte

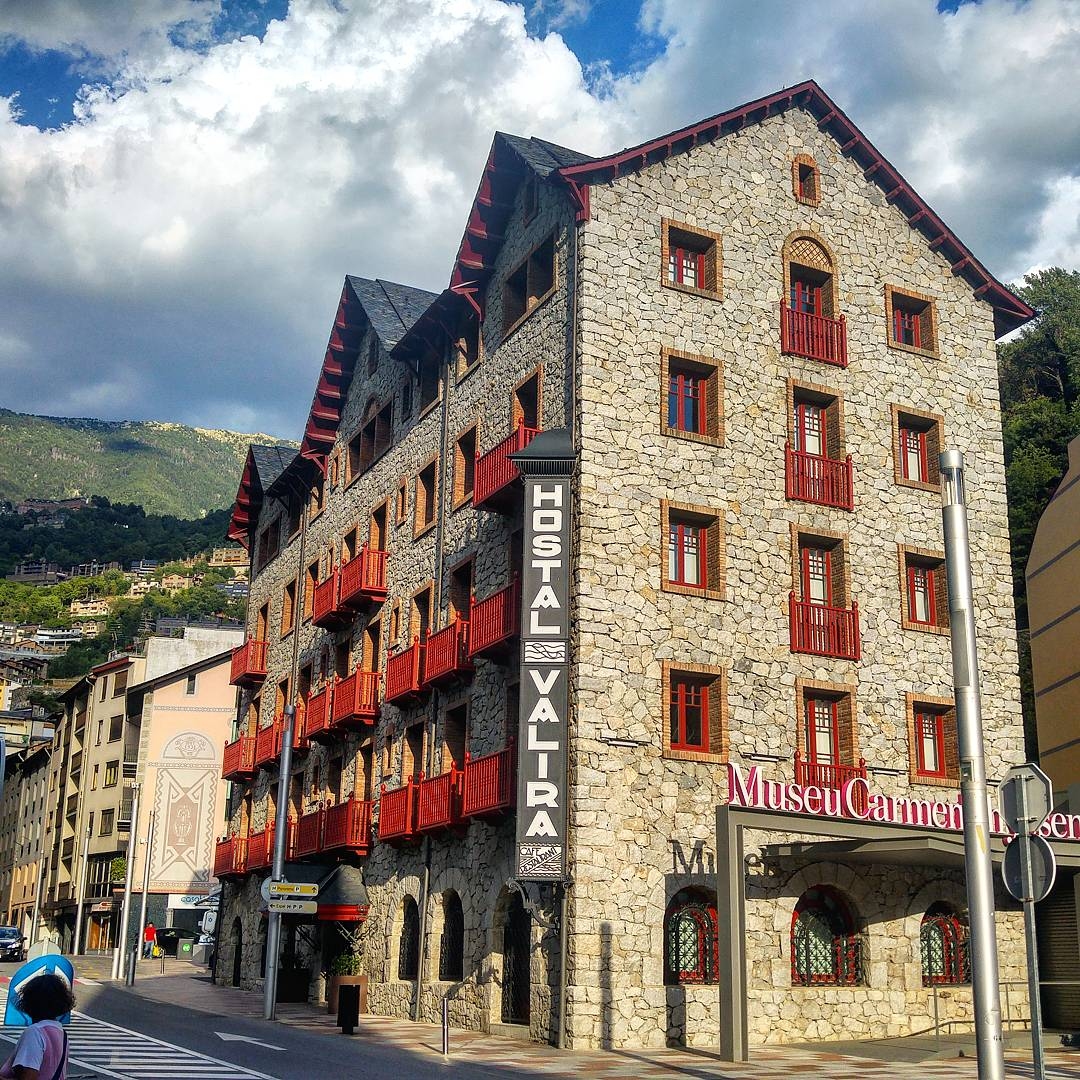
Das Hostal Valira in der Hauptstadt Andorra le Vella: besonders im Tourismus will Andorra verstärkt mit Portugal zusammenarbeiten

Nach dem wirtschaftlichen Aufschwung ab den 1960er Jahren konsolidierte sich ab den 1970er bis in die 1990er Jahre die demokratische und rechtsstaatliche Struktur Andorras. Vor allem seit den 1980er bis Anfang der 2000er Jahre zogen dann vermehrt Portugiesen nach Andorra, wo sie insbesondere in Handel und Gastronomie Beschäftigung fanden und selbst unternehmerisch tätig wurden.
Nach der Verabschiedung seiner Verfassung 1993 erkannte Portugal am 22. Dezember 1994 Andorra endgültig als souverän und unabhängig an. Am 18. Oktober 1995 akkreditierte sich mit dem seit April 1995 offiziell zuständigen portugiesischen Vertreter in Madrid erstmals ein Botschafter Portugals in Andorra.
2003 eröffnete Portugal in Andorra eine eigene Botschaft, die es 2012 wieder schloss, im Zuge der umfassenden Sparmaßnahmen nach der Eurokrise.
Bei seinem Besuch in Portugal im Februar 2016 traf der andorranische Außenminister Gilbert Saboya Sunyé seinen portugiesischen Amtskollegen Augusto Santos Silva. Dabei schlossen sie für ihre Länder einige Abkommen, darunter ein Doppelbesteuerungsabkommen und verschiedene Studenten- und berufsbildende Austauschprogramme. Zudem unterzeichneten sie Absichtserklärungen insbesondere zur stärkeren Zusammenarbeit im Tourismus.
Die andorranische Seite erklärte dabei ihre Hoffnung auf mehr portugiesische Investitionen und einen Transfer portugiesischen Know-hows in Bereichen wie Tourismus, Nahrungsmittelindustrie, Neue Technologien und Informationstechnik. Die portugiesische Seite bedankte sich für die gute Aufnahme und Integration seiner Bürger und versprach weiterhin Unterstützung für die andorranischen Interessen, insbesondere die Beitrittsbemühungen zur EU.
Auf der 12. Konferenz der Gemeinschaft der Portugiesischsprachigen Länder in Kap Verde am 17. und 18. Juli 2018 erhielt Andorra den Status eines Beobachters.

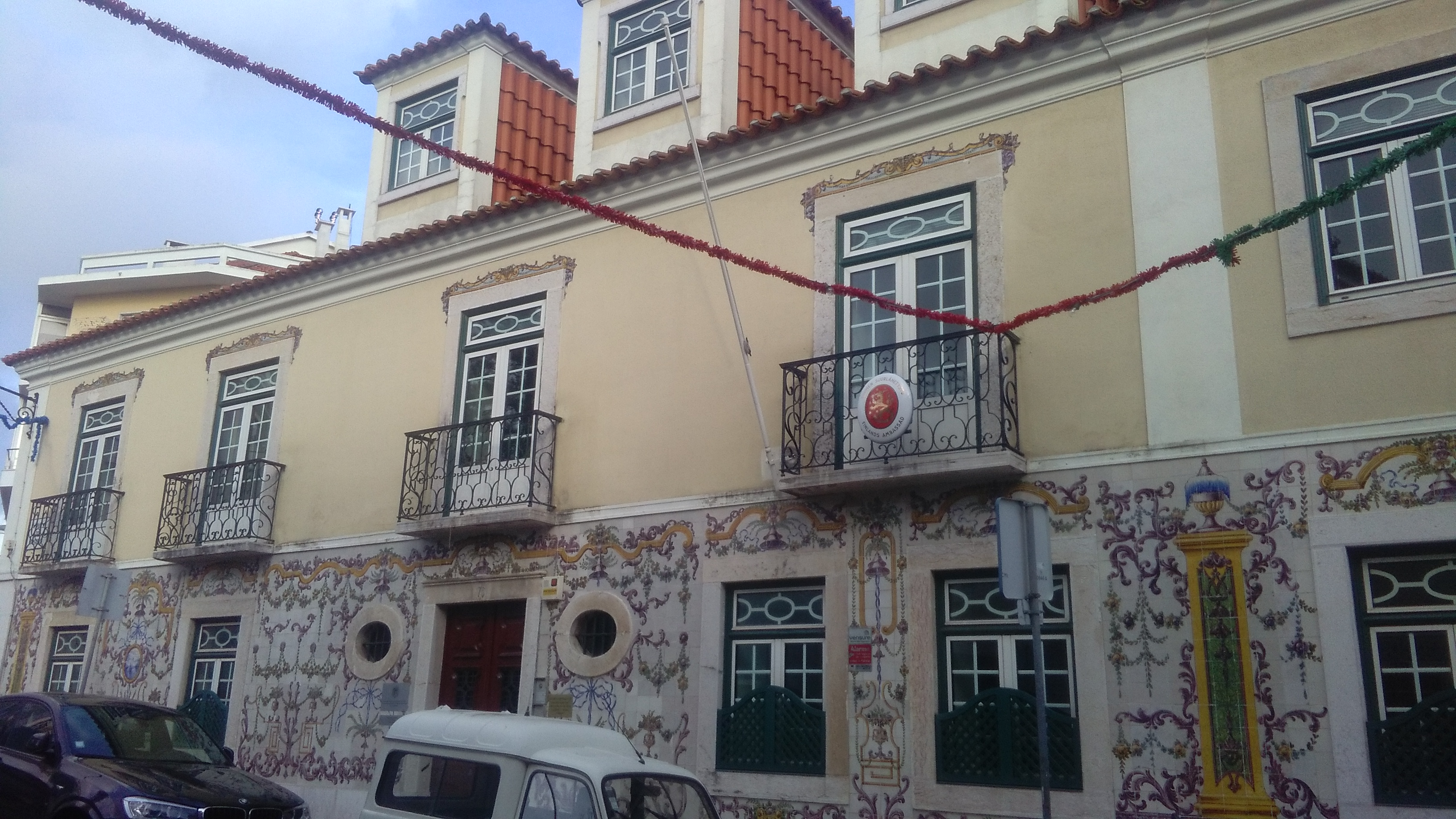
Der Stadtpalast Palacete dos Condes de Sabrosa aus dem 18. Jahrhundert, Residenz der Botschaften Andorras und Finnlands in Lissabon.

## Diplomatie
Portugal unterhält keine eigene Botschaft in Andorra, zuständig ist die portugiesische Vertretung in der spanischen Hauptstadt Madrid. In der andorranischen Hauptstadt Andorra la Vella besteht ein portugiesisches Honorarkonsulat.
Die andorranische Vertretung in Portugal residiert in der Rua do Possolo Nummer 76, in der Lissabonner Stadtgemeinde Prazeres. Konsulate unterhält Andorra weder in Portugal noch im Rest der Welt.

## Wirtschaft

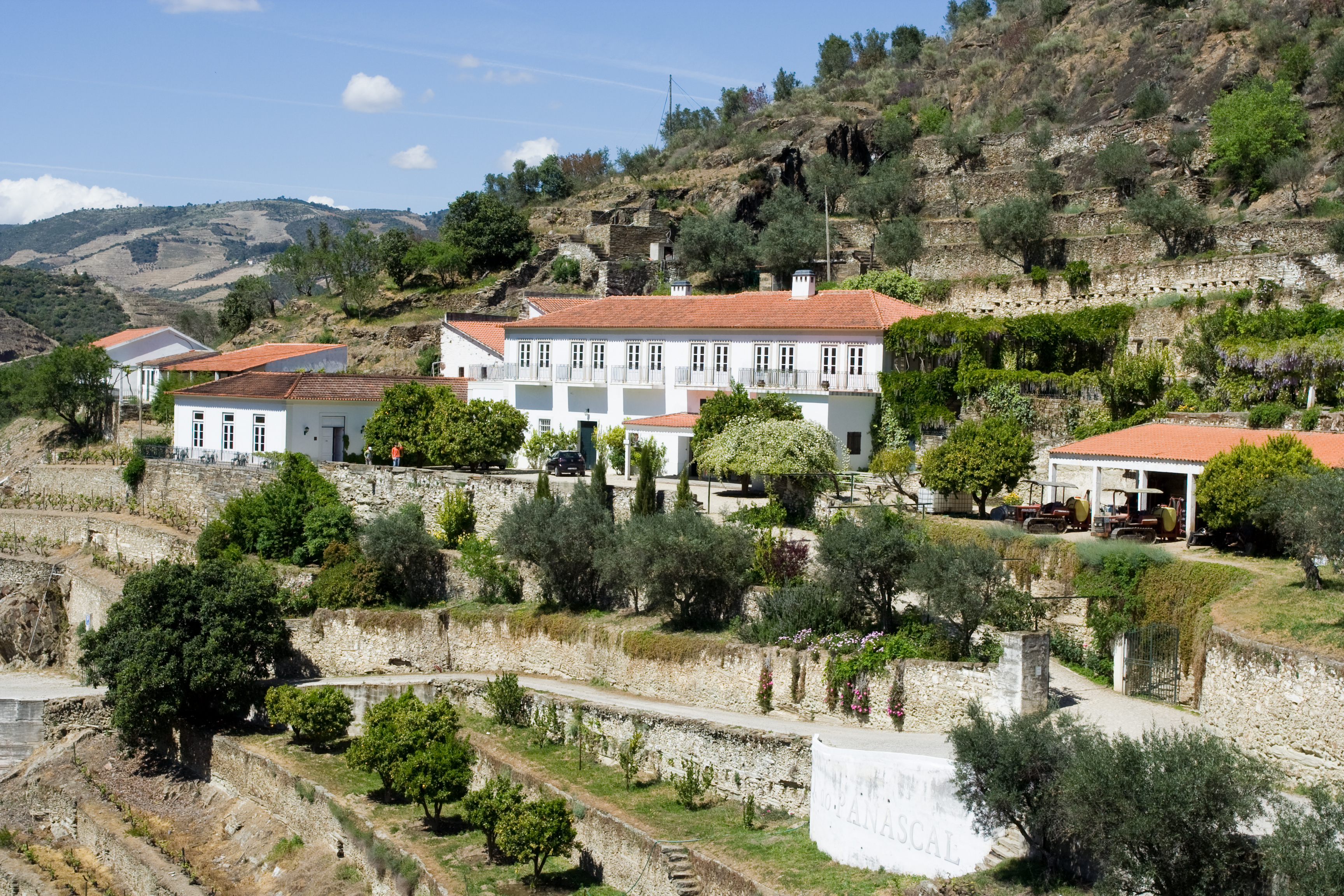
Das Weingut Quinta do Panascal am Douro: Portugiesische Weine sind nach Rohtabak das wichtigste Exportgut des Landes nach Andorra

Die portugiesische Außenhandelskammer AICEP betreut Andorra von der AICEP-Niederlassung in der spanischen Hauptstadt Madrid aus.
Im Jahr 2016 exportierte Portugal Waren im Wert von 3,161 Mio. Euro nach Andorra (2015: 2,884 Mio.; 2014: 3,826 Mio.; 2013: 3,777 Mio.; 2012: 4,260 Mio.), davon 30,5 % Lebensmittel, 3,8 % landwirtschaftliche Erzeugnisse, 2,5 % Papier und Zellulose und 2,1 % Bekleidung.
Im gleichen Zeitraum lieferte Andorra Güter im Wert von 0,186 Mio. Euro an Portugal (2015: 0,152 Mio.; 2014: 0,053 Mio.; 2013: 0,068 Mio.; 2012: 0,171 Mio.), davon 31,8 % Fahrzeuge und Fahrzeugteile, 5,7 % Bekleidung, 5,4 % Minerale und Erze und 2,3 % Maschinen und Geräte.
Damit stand Andorra im portugiesischen Außenhandel an 129. Stelle unter den Abnehmern und an 156. Stelle unter den Lieferanten, während Portugal im Jahr 2015 im Außenhandel Andorras an 32. Stelle unter den Abnehmern und an 13. Stelle unter den Lieferanten stand.
Die 2016 geschlossenen bilateralen Abkommen (u. a. ein Doppelbesteuerungsabkommen) und Absichtserklärungen (u. a. Zusammenarbeit in Tourismus, Berufsbildung, Studentenaustausch und Know-how-Transfer) sollen den bilateralen Handel weiter stärken.

## Sport

Das Logo des andorranischen Fußballvereins FC Lusitanos

Die Andorranische Fußballnationalmannschaft und die Portugiesische Nationalelf trafen bisher viermal aufeinander, erstmals bei einem Freundschaftsspiel in Lissabon am 18. August 1999. Dieses wie die drei folgenden Spiele endeten mit einem Sieg für die portugiesische Auswahl (Stand April 2017).
Die Andorranische und die portugiesische Nationalmannschaft der Frauen trafen bislang noch nicht zusammen (Stand April 2017).
Andorranische Nationalspieler wie José Da Cunha, Victor Moreira oder Marcio Vieira entstammen portugiesischen Familien in Andorra.
Der 1999 aus der portugiesischen Gemeinde Andorras hervorgegangene Verein FC Lusitanos gehört zu den erfolgreicheren Klubs des Landes. So gewann er 2002 den Andorranischen Fußballpokal und wurde 2012 und 2013 Andorranischer Meister.